# 42492 Brüggenthies
(42492) Bruggenthies, denumire internațională (42492) Brüggenthies, este un asteroid din centura principală de asteroizi.

## Descriere
42492 Brüggenthies este un asteroid din centura principală de asteroizi. A fost descoperit pe 3 octombrie 1991 la Tautenburg de Lutz Dieter Schmadel și Freimut Börngen. Asteroidul prezintă o orbită caracterizată de o semiaxă mare de 2,25 ua, o excentricitate de 0,21 și o înclinație de 4,3° în raport cu ecliptica.